# Coleus
Coleus este un gen de plante din familia Lamiaceae.

## Specii
Cuprinde circa 120 de specii.
- Coleus scutellarioides